# U 101 (U-Boot, 1917)
U 101  war ein diesel-elektrisches U-Boot der deutschen Kaiserlichen Marine, das im Ersten Weltkrieg zum Einsatz kam.

## Einsätze

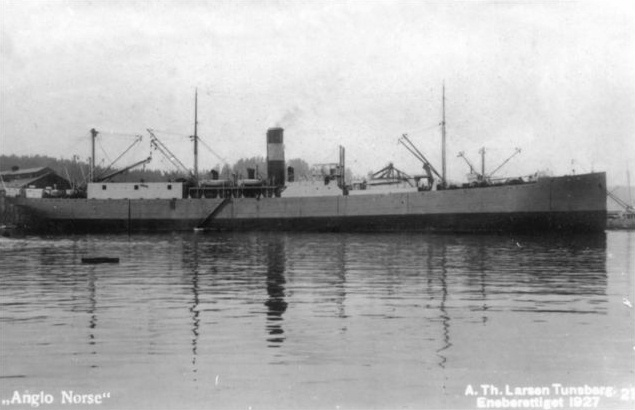
Blieb trotz Torpedotreffer durch U 101 schwimmfähig: Der Tanker Crenella (Foto von 1927)

U 101 lief am 1. April 1917 bei der AG Weser in Bremen vom Stapel und wurde am 15. Mai 1917 in Dienst gestellt. Von Juli 1917 bis November 1918 war das Boot der II. U-Flottille in Helgoland und Wilhelmshaven zugeordnet.
U 101 führte während des Ersten Weltkriegs neun Unternehmungen im östlichen Nordatlantik um die britischen Inseln durch. Dabei wurden 24 Handelsschiffe mit einer Gesamttonnage von 29.813 BRT versenkt. Darunter befanden sich neben Schiffen der Kriegsgegner auch Schiffe unter der neutralen Flagge Dänemarks.
Am 26. November 1917 torpedierte U 101 den britischen Tanker Crenella auf seinem Weg von Queenstown in die Vereinigten Staaten. Das 7.035 BRT große Schiff wurde dabei jedoch nur beschädigt und gelangte in Begleitung des Zerstörers Cushing zurück nach Queenstown. Das größte von U 101 versenkte Schiff war das bewaffnete britische Frachtschiff Mexico City mit 5.078 BRT. Die Mexico City wurde am 5. Februar 1918 auf ihrer Fahrt von Liverpool nach Alexandria etwa 15 Seemeilen westlich von South Stack (Anglesey, Wales) versenkt. Dabei kamen 29 Menschen ums Leben.

## Verbleib
Am 21. November 1918 wurde U 101 als Kriegsbeute an das Vereinigte Königreich ausgeliefert. Die Verschrottung erfolgte in den Jahren 1919 oder 1920 in Morecambe (Nordengland).

## Kommandanten
- Kapitänleutnant Karl Koopmann (15. Mai 1917 bis 19. Dezember 1917)
- Kapitänleutnant Carl-Siegfried von Georg (20. Dezember 1917 bis 17. Juni 1918)
- Kapitänleutnant Friedrich Ulrich (18. Juni 1918 bis 11. November 1918)